# Fronte di Liberazione Nazionale del Popolo Khmer
Il Fronte di Liberazione Nazionale del Popolo Khmer è stato un movimento politico e militare  organizzato nel 1979 in opposizione allo Stato fantoccio filo-vietnamita della Repubblica Popolare di Kampuchea. Le 200.000 truppe vietnamite avevano supportato il Fronte d'Unione Nazionale per la Salute della Kampuchea, e i disertori dei Khmer rossi che avevano spodestato il regime della Kampuchea Democratica di Pol Pot ed erano stati accolti inizialmente dalla maggior parte dei cambogiani come dei liberatori. Alcuni cambogiani avevano però visto nell'invasione in virtù del fatto della storica rivalità tra la Cambogia e il Vietnam, un tentativo di soggiogare il paese e iniziarono ad opporsi alla presenza militare vietnamita compresi i membri del FUNSK.
La branca militare del FLNPK erano le Forze Armate di Liberazione Nazionale del Popolo Khmer, istituite inizialmente nel marzo del 1979 dal generale Dien Del. Dal 1981 al 1992 furono comandate dal generale Sak Sutsakhan, anche se in ogni unità dell'esercito il comandante aveva larga autonomia, perciò il generale Sak aveva avuto il difficile compito di coordinare le azioni di ogni unità.
| Controllo di autorità | VIAF (EN) 312733006 · LCCN (EN) n83009256 |